# Cryptosepalum minutifolium
Cryptosepalum minutifolium là một loài thực vật có hoa trong họ Đậu. Loài này được (A.Chev.) Hutch. & Dalziel miêu tả khoa học đầu tiên.